# Chumash
Els chumash són un poble d'amerindis de Califòrnia, que històricament va habitar a les regions costaneres del centre i sud de Califòrnia, al que ara és Santa Bàrbara, San Luis Obispo, Ventura i Los Angeles, des de Morro Bay al nord, fins a Malibú al sud. També ocupaven tres de les Illes Santa Bàrbara: Santa Cruz, Santa Rosa i San Miguel.

## Idioma
Els chumash parlen les llengües chumash, un grup de llengües aïllades (segons Edward Sapir pertanyien a les llengües hoka). El seu nom prové d'Alchum "aquells qui fabriquen cloïsses dentades". Es divideixen en sis llengües:
I. Chumash del Nord
1. Obispeño (també Northern Chumash) (†)
II. Chumash del Sud
a. Chumash Insular
2. Cruzeño (també Ysleño, Isleño) (†)
b. Chumash Central
3. Purisimeño (†)
4. Ineseño (també Inezeño) (†)
5. Barbareño (†)
6. Ventureño (†)

## Localització

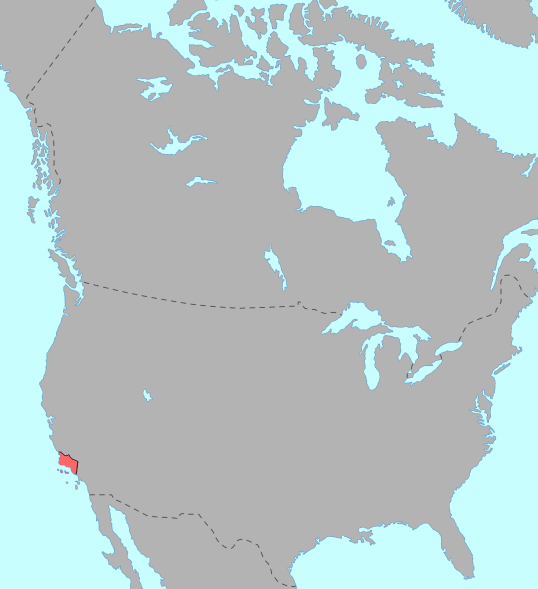
Situació dels chumash

Vivien a Califòrnia, entre Malibú i la badia d'Estero, tot ocupant les tres illes Nord del canal de Santa Barbara. Actualment formen part de la tribu reconeguda federalment banda Santa Ynez de Chumash, que viu a la reserva Santa Ynez, al comtat de Santa Barbara vora Santa Ynez. Alguns també formen part de la Tribu índia Tejon de Califòrnia.

## Demografia
Es calcula que en el segle xvi eren uns 30.000 individus, i cap al 1800 en quedaven 18.000. Segons els antropòlegs, el 1900 només en restaven 100, dels quals uns 38 parlaven la llengua hokan, i el 1950 uns 360. El darrer parlant de la seva llengua, la barbareño Mary Yee, va morir el 1965. El 1985 eren uns 5.000 individus reconeguts. Segons dades de la BIA del 1995, a la Reserva Santa Ynez hi havia 244 habitants (84 al rol tribal). Segons el cens dels EUA del 2000, hi havia 6.933 individus.

## Costums

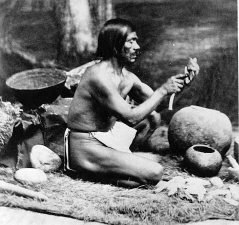
Rafael, un chumash que va explicar la seva cultura als antropòlegs

Ja que, llevat la zona dels estrets, la resta del territori era àrid, el gruix de la tribu s'establí a la costa, i s'alimentava de peix, musclos, ocells i mamífers marins.
Les seves cases tenien forma de volta i eren llargues. Normalment servien de refugi comú a diverses famílies, i tenien moltes habitacions. També tenien en comú una mena de sauna o casa de suor, anomenada temescal. Havien fet també escultures d'os i pintures rupestres. Les seves viles eren centenàries i formaven la base de llur organització política i social. El llogarret principal gaudia de força respecte i autoritat sobre els altres, i malgrat el tarannà pacífic de la tribu, una ofensa contra el llogarret principal suposava la guerra. Cada llogarret tenia un wot (cabdill) i un líder cerimonial, paxa. Usaven canoes tomol (dues taules unides amb cordes i calafatades amb asfalt), força lleugeres i ràpides. També eren teixidors i empraven eines de fusta i ossos de balena, que canviaven per cistelleria a altres tribus. També eren els principals proveïdors de collars de comptes com a moneda en el sud de Califòrnia. Hom no sap gaire de llur religió originària, llevat dels xamans, de la societat religiosa antap i de l'ús d'encissos màgics. I com altres tribus de la regió, tenien la beguda ritual toloache feta amb estramoni. Creien que el món era regit per la Lluna, el Sol i l'Estrella del Matí, als qui anomenaven "els tres advocats". També creien en les nunashish, criatures malignes. La seva llengua, avui desapareguda, es caracteritzava per la reduplicació de substantius, amb l'ús d'un verb iteratiu per la reduplicació; ús de la numeració decimal i la manca de separació entre formes transitives i intransitives.

## Història
La recerca arqueològica demostra que els chumash tenen arrels molt antigues a l'àrea del Canal de Santa Barbara i han poblat la costa sud de Califòrnia des de fa mil·lennis. El poble chumash va arribar en un període molt primerenc en la prehistòria de Califòrnia, amb alguns assentaments que daten d'almenys 10.000 anys. El llocs de Millingstone, que ha estat datat en 7000 aC a 4500 aC, evidencia un sistema de subsistència centrat en el tractament de llavors amb metates i amb les mans. S'hi van trobar objectes d'os de dues puntes i cordill per pescar i collarets de petxines de caragol marí Olivella biplicata.

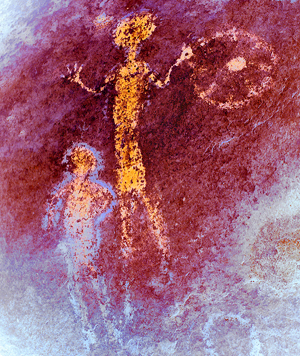
Art rupestre chumash

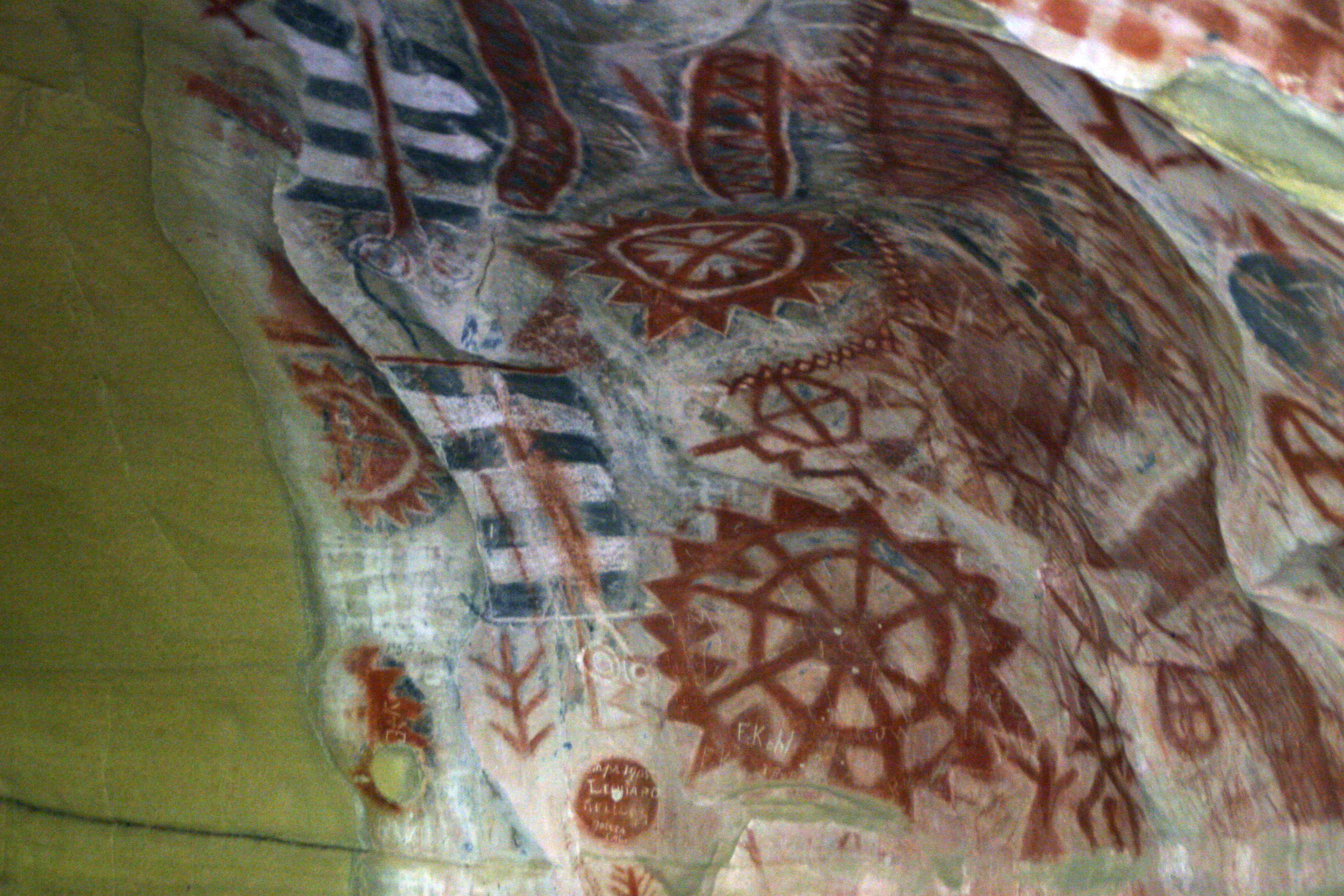
Vista de la pintura coneguda com "camí del cel"

Alguns investigadors creuen que els chumash pot haver estat visitat per polinesis entre els anys 400 i 800, encara que el concepte és rebutjat per la majoria dels arqueòlegs que treballen amb la cultura chumash, hi ha treballs que fan pausible aquesta hipòtesi.
Les estimacions per a la població chumash anterior al contacte amb els europeus, han variat. Alfred L. Kroeber pensava que la població en 1770 dels chumash podrien haver estat prop de 10.000. Alan K. Brown va arribar a la conclusió que la població no va ser a més de 15.000. Sherburne F. Cook va estimar el chumash aborígens en 8.000, 13.650, 20.400 i 18.500.

### Colònia espanyola
Els chumash es va trobar per primera vegada amb europeus en la tardor de 1542, quan dos bucs espanyols, que navegaven sota el comando del portuguès Juan Rodríguez Cabrillo, van arribar la costa. Cabrillo va morir i va ser enterrat a l'illa de San Miguel, però els seus homes van portar un diari que contenia un cens, amb noms, de la població de molts llogarets chumash, com Mikiw. Espanya va reclamar el que avui és Califòrnia, des d'aquest moment, però els espanyols no van tornar fins a 1769, quan els primers soldats espanyols i els missioners van arribar amb el doble propòsit de cristianitzar als nadius americans i facilitar la colonització. Gaspar de Portolà i Juníper Serra hi fundaren la Missió franciscana de San Diego, al sud de les terres chumash i Monterrey (Califòrnia), al nord. També foren visitats per l'explorador missioner Pere Fages i Beleta el 1775.
Els chumash es van traslladar dels seus llogarets a les missions franciscanes, entre 1772 i 1817. La missió de San Luis Obispo, establerta en 1772, va ser la primera en terres de parla chumash, així com la més septentrional construïda en aquestes terres. Després va ser establerta, en 1782, la Missió de San Buenaventura en la costa del Pacífic, prop de la desembocadura del riu Santa Clara. La Missió de Santa Bàrbara, també en la costa, i enfront de les Illes del Canal, es va establir en 1786. La missió de la Inmaculada Concepción va ser fundada en 1789, enmig de la ruta cap a l'interior des del nord de Santa Bàrbara fins a San Luis Obispo.
L'última missió franciscana que es va construir en territori indígena chumash, fuel la de Santa Ynez, fundada en 1804 sobre el riu Santa Ynez, amb una població inicial procedent de les missions de la Inmaculada i Santa Bàrbara. Al sud-est, la Missió de San Fernando, fundada en 1798 en territori dels tongva, també va albergar un gran nombre de chumash, de la vall mitjana del Riu Santa Clara. Si bé la majoria dels chumash es va unir a una missió o una altra entre 1772 i 1806, una part important dels habitants natius de les Illes del Canal no es va traslladar a les missions del continent, sinó fins a 1816.
El 1801 es revoltaren a la missió de Santa Bárbara, a causa de la visió que va tenir una dona del déu Chupu que els burxa a no anar a la missió. Tot i així, el 1802 i el 1803 molts indis encara eren dins les missions.

### Mèxic
En 1824 els chumash de les missions de Santa Bàrbara, Santa Ynez i La Inmaculada es van rebel·lar contra els soldats espanyols. Uns 200 rebels van ocupar la Missió de la Immaculada. Això provocaria una expedició guerrera des de Mèxic el 16 de març, que acabà amb set rebels executats, quatre condemnats a 10 anys. Una part dels rebels van fugir i es van refugiar entre els yokuts. Els missioners van persuadir a la majoria perquè tornés, encara que alguns no van tornar vivien a Walker Pass a l'est de l'actual comtat de Kern, en 1833.
En 1834 el govern mexicà secularitzà les missions i les va convertir en pobles i els chumash van rebre la ciutadania mexicana. Els administradors civils van sotmetre a servitud als indígenes i encara que alguns van rebre parcel·les familiars en 1840, van acabar perdent-les i es van convertir en força de treball al servei de les hisendes. En 1844 van ser delmats per una epidèmia, una de les diverses de verola i grip que van devastar les comunitats chumash.

### Estats Units
Amb l'arribada dels angloamericans en 1847 la situació dels chumash va continuar deteriorant-se, reduïts a la condició de mà d'obra barata. Pel Tractat de Guadalupe-Hidalgo del 1848, el territori californià, amb els chumash, passà a formar part dels EUA. Els estatunidencs, però, els empentaren cap a les terres menys productives. D'aquesta manera, el 1850 només restaven 100 indis a Santa Ynez, i la resta estaven dispersos. Alhora, es produeix una forta proletarització de la tribu, que es lloga per treballar a les propietats dels angloamericans.
En 1855 es va crear la petita Reserva "Cota Creek" prop de l'antiga missió de Santa Ynez, amb tot just 120 acres, que després es van reduir a només 75 acres, la més petita reserva indígena de Califòrnia. El 1901 el govern dels EUA els va cedir 75 acres de terra a la zona de Cota Creek, avui Reserva Santa Ynez, on hi vivien aleshores una cinquantena d'individus. El 1916 la ynezeño María Solares va donar informació als antropòlegs sobre l'antiga religió i la mitologia chumash. Vincent Tumait també va fer reculls d'històries i cançons de la tribu.
Actualment els chumash de Santa Ynez són una tribu reconeguda federalment i posseeix un casino a la Reserva. A més, els chumash de la franja costanera i els barbareño (grup ventureño) estan tractant d'obtenir el reconeixement federal. Altres grups chumash són al Consell Tribal Chumash del Nord, dels descendents chumash de la zona de San Luis Obispo, i el Consell Barbareno Chumash, de la gran àrea de Santa Bàrbara. Altres institucions són el Chumash Business Council (de cinc membres), el United Chumash Council, la Broterhood of Tomol, la Ventura United Chumash i la Southern Owl Clan'. Totes elles fan el possible per revitalitzar els costums tribals.